# El-Vahda FC (Egyesült Arab Emírségek)
Az al-Vahda (arabul: نادي الوحدة لكرة القدم) arab emírségekbeli labdarúgócsapat. Székhelye Abu-Dzabiban, az Egyesült Arab Emírségekben található. A klubot 1974-ben alapították, hazai mérkőzéseit a Al-Nahyan Stadionban játssza. Az UAE Pro League küzdelmeit négyszer nyerte meg, legutóbb a 2009-10-es szezonban.

## Trófeák
- UAE Pro League: 4

Bajnok: 1999, 2001, 2005, 2010
- President's Cup: 2

Győztes: 2000, 2017
- Super Cup: 3

Győztes: 2002, 2011, 2018
- Federation Cup: 3

Győztes: 1986, 1995, 2001
- UAE League Cup: 2

Győztes: 2015-16, 2017-18

## Nemzetközi kupaszereplés
- AFC-bajnokok ligája: 5 részvétel

2004: Negyeddöntő
2006: Csoportkör
2007: Elődöntő
2008: Csoportkör
2010: Csoportkör
- AFC-kupa: 2 részvétel

2000: Első forduló
2002: Csoportkör
- Kupagyőztesek Ázsia-kupája: 2 részvétel

1999: Első forduló
2001: Első forduló

## Al Nahyan stadion
Az al-Vahda FC otthonául az Al Nahyan stadion szolgál. Mindössze három kilométerre fekszik a város központjától, és bár infrastrukturálisan nem a legmodernebb létesítmény, rendszerint minden mérkőzésre megtelik (12 ezer fő befogadására képes).

## Játékosok
| #  |     | Poszt | Név                   |
| -- | --- | ----- | --------------------- |
| 1  | ARE | K     | Mohammed Al-Shamsi    |
| 2  | ARE | V     | Mohammed Saif         |
| 3  | ARE | V     | Adel Abdullah         |
| 6  | ARE | KP    | Sultan Al Ghaferi     |
| 7  | ARE | KP    | Mohamed Al Shehhi     |
| 8  | ARE | V     | Hamdán el-Kamáli      |
| 9  | CHL | KP    | Jorge Valdivia        |
| 10 | ARE | CS    | Ismail Matar          |
| 11 | ARG | CS    | Sebastián Tagliabué   |
| 12 | ARE | V     | Mohammed Al-Dhahri    |
| 14 | ARE | KP    | Khaled Ba Wazir       |
| 17 | ARE | KP    | Suhail Al-Mansoori    |
| 18 | ARE | K     | Ali Al-Hosani         |
| 20 | ARE | CS    | Mohammed Salam        |
| 21 | ARE | V     | Salem Al Sharji       |
| 23 | KOR | V     | Rim Chang-woo         |
| 24 | ARE | V     | Abduraheem Abdurahman |

| #  |     | Poszt | Név                 |
| -- | --- | ----- | ------------------- |
| 26 | ARE | KP    | Mohammed Abdulbasit |
| 27 | ARE | CS    | Sultan Saif         |
| 28 | ARE | V     | Mohammed Barqesh    |
| 29 | ARE | V     | Saif Al-Aamri       |
| 33 | ARE | K     | Ahmed Al-Hosani     |
| 34 | ARE | KP    | Eisa Al-Aamri       |
| 37 | ARE | V     | Ahmed Rashed        |
| 40 | ARE | K     | Adel Al-Hosani      |
| 42 | ARE | CS    | Mohamed Al-Akbari   |
| 44 | ARE | V     | Mansor Shawkan      |
| 45 | ARE | V     | Omar Abdullah       |
| 77 | ARE | KP    | Khalil Ibrahim      |
| -  | ARE | KP    | Tareq Ahmed         |
| -  | ARE | KP    | Nasser Abdulhadi    |
| -  | BRA | CS    | Tiago Alves Sales   |

## Fordítás
Ez a szócikk részben vagy egészben  az   Al-Wahda FC című angol Wikipédia-szócikk fordításán alapul.  Az eredeti cikk szerkesztőit annak laptörténete sorolja fel. Ez a jelzés csupán a megfogalmazás eredetét és a szerzői jogokat jelzi, nem szolgál a cikkben szereplő információk forrásmegjelöléseként.